# Aplocera poneformata
Aplocera poneformata là một loài bướm đêm trong họ Geometridae.